# Elvira Orphée
Pour les articles homonymes, voir Orphée (homonymie).
Elvira Amanda Orphée (22 mai 1922 - 26 avril 2018) est une écrivaine argentine. 

## Biographie
Elle est née à San Miguel de Tucumán et souffre enfant de plusieurs maladies dont le paludisme. Elle étudie la littérature à l'Université de Buenos Aires et à la Sorbonne à Paris.  
Elle publie son premier roman Dos veranos (Deux étés) en 1956. Son roman de 1966, Aire tan dulce, est considéré comme sa meilleure pour son travail sur la langue et son traitement du sujet de l'amour et de la haine. 
Dans les années 1960, elle est conseillère éditoriale pour les Éditions Gallimard où elle ouvre les portes à des auteurs telles que Clarice Lispector ou Felisberto Hernández. 
Orphée publie également des nouvelles et des articles dans diverses publications telles que El Tiempo, Revista de Occidente, Asomante, Cuadernos, Razon et Zona Franca e Imagen. 
Elle reçoit une bourse Guggenheim en arts créatifs en 1988. 

## Vie personnelle
Elle épouse l'artiste Miguel Ocampo à Paris avec qui elle a trois filles.

## Sélection d’œuvres
- Uno, roman (1961)
- Aire tan dulce, roman (1966)
- En el fondo, roman (1969)
- La última conquista de El Ángel, (1984)
- La muerte y los desencuentros, roman (1990)
- Ciego del cielo, histoires (1991)